# Bvndit
Bvndit (cách điệu thành BVNDIT, tiếng Hàn: 밴디트), viết tắt của "Be Ambitious N Do It", là một nhóm nhạc nữ Hàn Quốc được thành lập bởi công ty MNH Entertainment (công ty của Kim Chungha). Nhóm gồm 5 thành viên: Yiyeon, Songhee, Jungwoo, Simyeong và Seungeun. Nhóm chính thức ra mắt vào ngày 10 tháng 4 năm 2019 với single album đầu tay BVNDIT, Be Ambitious!

## Sự nghiệp

### Năm 2019: Ra mắt, "Dramatic", MGMA và BE!
Ngày 4 tháng 3, MNH Entertainment thông báo trên Twitter về việc công ty đang chuẩn bị cho ra mắt nhóm nhạc nữ đầu tiên với 5 thành viên.
Ngày 10 tháng 3, hai thành viên đầu tiên của nhóm được công bố Songhee và Yiyeon.
Ngày 11 tháng 3, Simyeong và Jungwoo cũng được công bố.
Ngày 12 tháng 3, công bố thành viên cuối cùng Seungeun.
Ngày 14 tháng 3, tên nhóm "BVNDIT" được công bố, đồng thời công bố hình ảnh của cả nhóm.
Ngày 25 tháng 3, MNH Entertainment xác nhận rằng nhóm sẽ chính thức ra mắt vào ngày 10 tháng 4 với single album đầu tay "Bvndit, Be Ambitious!"
Ngày 10 tháng 4, MV debut "Hocus Pocus" ra lò.
Ngày 11 tháng 4, nhóm có sân khấu ra mắt đầu tiên chính thức trên chương trình âm nhạc M Countdown.
Ngày 6 tháng 5, MNH công bố nhóm sẽ trở lại với đĩa đơn thứ hai "Dramatic".
Ngày 15 tháng 5, performance video của "Dramatic" được phát hành, cho thấy kĩ năng nhảy của các thành viên.
Ngày 17 tháng 7, công ty công bố tên fandom của nhóm là BVNDITBUL.
Ngày 1 tháng 8, BVNDIT đã có một sân khấu kết hợp với NATURE và VERIVERY tại MGMA, cụ thể là cover các bài hát: "Yes or Yes" của tiền bối TWICE, "Shoot Out" của tiền bối MONSTA X và "Twit" của tiền bối Hwa Sa.
Ngày 5 tháng 11, nhóm trở lại với EP đầu tay "BE!" cùng bài hát chủ đề là "Dumb".

### Năm 2020: "Cool", "Children", Carnival
Ngày 6 tháng 2, công bố đĩa đơn "Cool", phần đầu tiên trong dự án âm nhạc mới New.wav của MNH Entertainment.
Ngày 20 tháng 4, tiếp tục phát hành đĩa đơn "Children".
Ngày 13 tháng 5, comeback với mini album thứ 2 Carnival

### Năm 2021: Girls Planet 999
Từ tháng 8 đến tháng 9, thành viên Seungeun tham gia show truyền hình thực tế sống còn của Mnet, Girls Planet 999, nhưng Seungeun bị loại ở tập 5 với hạng 21 ở K-Group.

## Thành viên
| Nghệ danh | Nghệ danh | Tên khai sinh | Tên khai sinh | Tên khai sinh | Tên khai sinh     | Vai trò                   | Ngày sinh         | Nơi sinh                        | Quốc tịch |
| Latinh    | Hangul    | Latinh        | Hangul        | Hanja         | Hán-Việt          | Vai trò                   | Ngày sinh         | Nơi sinh                        | Quốc tịch |
| Yiyeon    | 이연      | Jung Dasol    | 정다솔        | 郑艺妍        | Trịnh Nghệ Nghiên | Main Rapper, Sub Vocalist | 28 tháng 5, 1995  | Donghae, Gangwon-do, Hàn Quốc   | Hàn Quốc  |
| Songhee   | 송희      | Yoon Songhee  | 윤송희        | 尹松煕        | Doãn Tông Hy      | Lead Vocalist             | 8 tháng 11, 1998  | Seongnam, Gyeonggi-do, Hàn Quốc | Hàn Quốc  |
| Jungwoo   | 정우      | Uhm Jungwoo   | 엄정우        | 严贞寓        | Nghiêm Trinh Hữu  | Main Vocalist             | 2 tháng 4, 1999   | Seongnam, Gyeonggi-do, Hàn Quốc | Hàn Quốc  |
| Simyeong  | 시명      | Lee Simyeong  | 이시명        | 李是明        | Lý Thy Minh       | Lead Dancer, Sub Vocalist | 27 tháng 5, 1999  | Hanam, Gyeonggi-do, Hàn Quốc    | Hàn Quốc  |
| Seungeun  | 승은      | Sim Seungeun  | 심승은        | 沈昇银        | Thẩm Thăng Ngân   | Main Dancer, Sub Vocalist | 27 tháng 12, 2000 | Gwangju, Hàn Quốc               | Hàn Quốc  |

## Danh sách đĩa nhạc

### Single album
| Title                 | Chi tiết album | Peak chart positions | Số lượng bán ra |
| Title                 | Chi tiết album | KOR                  | Số lượng bán ra |
| --------------------- | --- | -------------------- | --------------- |
| Bvndit, Be Ambitious! | - Phát hành: Ngày 10 tháng 4 năm 2019 - Định dạng: CD, digital download, streaming - Hãng: MNH Entertainment Danh sách các bài hát 1. "Be Ambitious!" 2. "Hocus Pocus" 3. "My Error" | —                    | —               |

### EP
| Title   | Chi tiết album | Peak chart positions | Số lượng bán ra |
| Title   | Chi tiết album | KOR                  | Số lượng bán ra |
| ------- | --- | -------------------- | --------------- |
| Be!     | - Phát hành: Ngày 5 tháng 11 năm 2019 - Định dạng: CD, digital download, streaming - Hãng: MNH Entertainment Danh sách các bài hát 1. "BE!" 2. "Dumb" 3. "Fly" 4. "Dramatic" 5. "Hocus Pocus" 6. "My Error" | 23                   | - KOR: 2,806    |
| Canival | - Phát hành: Ngày 13 tháng 5 năm 2020 - Định dạng: CD, digital download, streaming - Hãng: MNH Entertainment Danh sách các bài hát 1. "Canival" 2. "Jungle" 3. "Come and get it" 4. "Cool" 5. "Children"    |                      | - KOR:          |

### Đĩa đơn
| "Hocus Pocus"                                                                                    | 2019 | — | Bvndit, Be Ambitious! |
| "Dramatic" (드라마틱)                                                                            | 2019 | — | BE!                   |
| "Dumb"                                                                                           | 2019 | — | BE!                   |
| "Cool"                                                                                           | 2020 | — | New.wav Carnival      |
| "Children"                                                                                       | 2020 | — | Carnival              |
| "Jungle"                                                                                         | 2020 | — | Carnival              |
| "—" biểu thị các ca khúc không có mặt trong bảng xếp hạng hoặc không được phát hành ở khu vực đó |      |   |                       |